# 방콕시티
〈방콕시티〉(Bangkok City)는 대한민국의 음악 그룹 애프터스쿨의 유닛 그룹인 오렌지캬라멜의 디지털 싱글 음반이다. 2011년 3월 31일 케이티 뮤직을 통해 발매되었다. 오렌지캬라멜은 중화권 그룹 명인 등자초당으로 본격적인 활동을 하기 위해 아시아 프로젝트 1탄 〈방콕시티〉를 발매했다. 이후 오렌지캬라멜은 아시아 도시들을 테마로 삼은 노래들을 선보일 계획이다.
타이틀 곡인 〈방콕시티〉는 펑키한 사운드 비트와 아날로그 감성의 일렉트로팝 노래로 중독성이 강한 노래다. 가사는 시인 원태연이 맡았다.

## 배경 및 활동
오렌지캬라멜은 별다른 홍보 활동 없이 3월 30일 새 음반의 자켓 사진을 공개하면서 컴백을 예고했다. 자켓 속의 오렌지캬라멜은 펑키한 헤어스타일과 몽환적인 배경으로 관심을 받았고, 이어 31일날 〈방콕시티〉 음원을 공개했다.
원래 이 노래는 방송 활동을 할 계획이 없었지만, 대중들의 요청으로 4월 1일 《뮤직뱅크》에서 첫 무대를 선보였다. 이 날 무대에서 오렌지캬라멜은 의상이 노출은 없지만, 너무 타이트해 선정적이라고 지적을 받았다.

## 차트 성과
〈방콕시티〉는 2011년 4월 2일자 가온 디지털 종합차트 20위로 데뷔했다. 이후 2011년 4월 9일자 차트에 가온 지수 40,958,003만 건을 기록하며 3위로 올랐다. 뮤직뱅크에서는 K-차트 4월 5째주 차트 9위를 차지했다.

## 수록곡
| #             | 제목                                   | 작사          | 작곡                             | 재생 시간 |
| ------------- | -------------------------------------- | ------------- | -------------------------------- | --------- |
| 1.            | 〈방콕시티 (Bangkok City) 뮤직비디오〉 | 원태연        | 다니엘 바크먼, 예르옌 링구비스트 | 2:48      |
| 2.            | 〈방콕시티 (Bangkok City) (Inst.)〉    |               |                                  | 2:48      |
| 총 재생 시간: | 총 재생 시간:                          | 총 재생 시간: | 총 재생 시간:                    | 5:36      |

## 차트
| 차트(2011)                   | 최고 순위 |
| ---------------------------- | --------- |
| 가온 디지털 종합차트         | 3         |
| 가온 온라인 스트리밍 차트    | 5         |
| 가온 온라인 다운로드 차트    | 1         |
| 가온 온라인 BGM 차트         | 14        |
| 가온 모바일차트 (벨소리)     | 17        |
| 가온 모바일차트 (통화연결음) | 23        |
| 뮤직뱅크 K-차트              | 9         |